# 伊森·芬利
伊森·芬利（英語：Ethan Finlay；1990年8月6日—）是一位美國足球運動員。在場上的位置是防守型中場。他現在效力於美國足球大聯盟球隊奧斯汀FC。他的父親是一位加拿大人。